# دوراهی بازوند
دوراهی بازوند یک روستا از توابع بخش مرکزی شهرستان رومشکان در استان لرستان می‌باشد. این روستا تشکیل شده از دو محله‌ی خیردرار و گلستانه است.

## جمعیت
براساس سرشماری مرکز آمار ایران در سال ۱۳۹۵، جمعیت دوراهی بازوند ۴۰۵۷ نفر (در ۹۱۸ خانوار) بوده‌است.
طبق اعلام منابع معتبر آماری در ایران طی آخرین سرشماری در ماه آخر سال ۱۴۰۳ جمعیت دوراهی بازوند ۵۱۱۰تن در ۱۲۲۰خانوار بوده.

## آب و هوا
آب و هوای دوراهی بازوند به طور کلی کوهستانی و خشک است. تابستان‌های این منطقه گرم و خشک و زمستان‌هایش سرد و طولانی هستند. میزان بارندگی در دوراهی بازوند نرمال است و معمولاً در فصل تابستان بارندگی به ندرت اتفاق می‌افتد.زمستان‌های دوراهی بازوند سرد و طولانی هستند و از اوایل آذر تا اواخر فروردین یخبندان وجود دارد. در این فصل، دما به شدت کاهش می‌یابد و ممکن است به زیر صفر درجه برسد.